# سيتروين سي5 I
سيتروين سي5 I هي سيارة من تصنيع سيتروين، وهي الجيل الأول من سيارة سيتروين سي5. · 